# Âge post-séculier
L'âge post-séculier, la postsécularité ou encore le postsécularisme (postsecularism en anglais) est une notion philosophique, historique et sociologique qui désigne la période qui suit la sécularisation et l'installation de la laïcité dans certaines sociétés, dites « post-séculières ». Cette notion a été théorisée par Jürgen Habermas, principalement dans son ouvrage Entre Naturalisme et Religion. Il donne la délimitation suivante au post-sécularisme : il désigne les sociétés dont les États ont été séparés des institutions religieuses, et dans lesquelles les comportements religieux ont diminué de façon significative. Habermas fait commencer l'âge post-séculier après les deux Guerres mondiales. Les pays riches d'Europe, le Canada, l'Australie et la Nouvelle-Zélande sont des sociétés post-séculières, selon le sociologue allemand.

## Origine du terme
Il semble que le premier emploi du terme remonte à une rencontre entre Joseph Ratzinger et Jürgen Habermas à l'Académie catholique de Bavière le 19 janvier 2004, rencontre dont le compte rendu a été publié dans la revue Esprit en juillet 2004. Jürgen Habermas, sociologue rattaché à l'École de Francfort, théorise le terme et cherche à l'introduire pour caractériser les sociétés dans lesquelles la religion n'est plus intrinsèquement liée à l'État, et les comportements religieux ont reculé. Cela exclut les sociétés qui ne sont pas laïques, et dans lesquelles il reste un fort taux d'attitudes explicitement religieuses. Dans les sociétés post-séculières, on voit apparaître de nouvelles formes de pratiques religieuses non institutionnelles, mais selon Habermas, elles ne suffisent pas à compenser « the tangible losses by the major religious communities ».
Bien que la traduction anglaise de Post-sécularité soit Post-secularism, Habermas dans un texte où il met en cause les critiques qui lui ont été adressées , se garde d'utiliser le mot en isme.  Jean-Marc Larouche, commentant ce texte d'Habermas, signale que le philosophe allemand distingue les termes « sécularisme » et « séculariste » (en allemand : säkularistiche) de « séculier » (en allemand säkular) (ou sécularisé). À l'appui de son assertion, il cite ensuite le passage où Habermas écrit : « À la différence des non-croyants qui gardent une attitude agnostique face aux prétentions à la validité des religions [les citoyens sécularisés], les sécularistes [säkularist] adoptent une position polémique et rejettent toute influence publique des doctrines religieuses. Celles-ci sont discréditées à leurs yeux, parce qu’elles ne sont pas scientifiquement fondées. Dans le monde anglo-saxon, le sécularisme invoque aujourd’hui un naturalisme dur, qui réserve aux sciences de la nature le monopole du savoir socialement reconnu. » Si par rapport à ce sécularisme Habermas peut être considéré comme un tenant du post-sécularisme, c'est uniquement, souligne Larouche, parce qu'il dénonce « son paravent scientiste  antireligieux », mais il remarque qu'Habermas lui-même n'use  pas de ce terme.

## La postsécularité chez Jean-Marc Ferry
La notion de postsécularité a été reprise et introduite en France par le philosophe Jean-Marc Ferry, dans son ouvrage paru en juin 2016 La Raison et la foi. 
Ferry remarque que dans son livre d'entretien avec Élodie Mauro, Les Lumières de la religion,  il évoque déjà une ruse de la raison cette fois de la raison religieuse, non plus celle où la raison et le droit se servent  des passions pour  s'imposer dans le monde, mais où, selon lui « sous les dehors d'une rationalité froide » (comme les règles du droit, les institutions politiques, les réseaux de transport du Web), « se réalise un maillage d'interdépendance planétaire, une infrastructure qui sert l'extension des solidarités et l'approfondissement de l'empathie entre les êtres capables en général de souffrir et d'aimer.» Cette « ruse de la raison religieuse », Ferry en voit une illustration dans l'allocution de François (pape) à l'ONU le 25 septembre 2015 qu'il évoque dans sa propre préface à La Raison et la foi. Pour lui « la médiation théologique [...] se met en posture d'interpréter le processus de modernisation comme cet élément de rationalisation [..] voire de progrès politique, technique, juridique, qui autoriserait  l'espoir d'une congruence inattendue, en engageant l'humanité sur un chemin de fraternité.»